# Norra dämmet
Norra dämmet är en sjö i Olofströms kommun i Blekinge och ingår i Skräbeåns huvudavrinningsområde. Vid provfiske har abborre, gädda, mört och regnbåge fångats i sjön.